# Кислер, Фредерик Джон
Фредерик Джон Кислер (англ. Frederick John Kiesler, имя при рождении Фридрих Якоб Кислер, нем. Friedrich Jacob Kiesler; 22 сентября 1890, Черновцы, Австро-Венгрия, ныне Украина — 27 декабря 1965, Нью-Йорк, США) — австрийский, немецкий и американский театральный дизайнер, художник, теоретик и архитектор.

## Биография
Из еврейской семьи. Окончил Высшую техническую школу в Вене (1908—1909), там же посещал классы живописи и литографии в Академии изобразительных искусств (1910—1912), однако диплома не получил. В 1920 году кратковременно сотрудничал с архитектором Адольфом Лоосом, затем работал дизайнером театральных и художественных выставок в Вене и Берлине. В том же году женился на Стефани (Стефи) Фришер (1896–1963). В 1923 году стал членом группы De Stijl. В 1924 году организовал первый в мире показ 16-минутного фильма «Механический балет», срежиссированного Дадли Мерфи, Фернаном Леже и Маном Реем.
В 1926 году вместе с женой переехал в Нью-Йорк, где спроектировал здание Гильдии кино (1929). Сотрудничал с сюрреалистами, включая Марселя Дюшана. С 1937 по 1943 год был директором Laboratory for Design Correlation при архитектурном департменте в Колумбийском университете. К этому периоду относится возникновение кислеровской концепции корреализма. Разработал также несколько оригинальных проектов мебели. В 1950-е годы много работал в жанре инсталляции. В 1957—1965 годах совместно с Армандом Бартошем создал здание Храма книги в Иерусалиме, вызвавшее неоднозначную реакцию в Израиле в связи с тем, что оба архитектора были евреями, но не израильтянами.